# ゲオルク・シューマン (作曲家)
ゲオルク・アルフレート・シューマン（Georg Alfred Schumann, *1866年10月25日 ザクセン王国ケーニヒシュタイン - †1952年5月23日 ベルリン）は、ドイツの作曲家・音楽教師。

## 生涯
ライプツィヒ音楽院においてピアノ科と作曲科に学ぶ。ダンツィヒやブレーメンにおいて指揮者ならびに合唱指揮者として経験を積んだ後、1900年からベルリンのジングアカデミーの監督として名声を馳せ、1950年にはその名誉監督となった。1907年にプロイセン芸術アカデミーの教員となり、1918年に副院長、1934年から院長に就任。1913年に同校作曲科のマスタークラスをマックス・ブルッフより引き継ぎ、1945年まで受け持つ。
プロイセン芸術アカデミー教授としての立場から、影響力をもってドイツの、とりわけベルリンの音楽界を活気付けた。リヒャルト・シュトラウスらとともに、ドイツ作曲家同盟（こんにちの音楽著作権協会の前身）を共同設立し、後にその名誉会員となった。ドイツ合唱演奏協会の共同設立者にも名を連ね、ドイツ音楽家互助連盟にも携わり、とりわけアルノルト・シェーンベルクのように実力がありながら困窮した芸術家を、アカデミー教授として招くのに力があった。フランツ・シュレーカーがナチスの脅迫によってアカデミー院長職を追われた後、シュレーカーとその家族がベルリンで暮らしていけるように、表向きナチスに対して妥協的な態度をとり、その実シュレーカーのために年金を確保することを忘れなかったと言われている。
ヴァイマル共和国留学中の諸井三郎を指導した一人でもある。
1951年に西ドイツ大統領テオドール・ホイス博士より、ドイツ功労大十字章を授与された。

## 教え子
- アルバート・エルカス（英語版）[3]
- 信時潔[4]
- 箕作秋吉[5]
- 須藤五郎[6]
- 近衛秀麿[7]
- ジェームス・ダン[2]
- フリッツ・ヴェルナー[8]
- パンチョ・ヴラディゲロフ[9]
- ハンス・ウルダル（ドイツ語版）
- ハンス・フォークト（英語版）[10]

## 脚註
1. 1 2 3  Grove Music Online 2001.
2. 1 2  深水悠子 (2020年8月5日). “ジェームス・ダン物語 第3回”. ピティナ調査・研究.  全日本ピアノ指導者協会. 2020年8月6日閲覧。
3. ↑  Emerson, John A. and Meckna, Michael (2001年). “Elkus, Albert I(srael)”. Grove Music Online. 2020年1月7日閲覧。
4. ↑  細川, 片山 2008, pp. 511–512, 「信時 潔」.
5. ↑  細川, 片山 2008, pp. 647–648, 「箕作 秋吉」.
6. ↑  細川, 片山 2008, p. 375, 「須藤 五郎」.
7. ↑  Pfitzinger, Scott (2017). “Konoye, Hidemaro”. Composer Genealogies: A Compendium of Composers, Their Teachers, and Their Students. Lanham, Maryland: Rowman & Littlefield. p. 291. ISBN 978-1442272248
8. ↑  Elste, Martin (2001年). “Werner, Fritz”. Grove Music Online. 2020年1月7日閲覧。
9. ↑  Baker, Theodore (1940). “Vladigerov, Pantcho” (English). Baker's Biographical Dictionary of Musicians (4th ed.). New York: G. Schirmer. p. 1140
10. ↑  Jung, Hermann (2001年). “Vogt, Hans”. Grove Music Online. 2020年1月7日閲覧。